# Liebe auf Umwegen
Liebe auf Umwegen (Originaltitel Raising Helen) ist eine US-amerikanische Filmkomödie des Regisseurs Garry Marshall aus dem Jahr 2004.

## Handlung
Helen Harris ist eine sehr beschäftigte Agentin einer Modelagentur in Manhattan. Nach Feierabend genießt sie es, die Nächte in den angesagtesten Nachtclubs der Stadt zu verbringen. Sie hat in ihrer Agentur solch einen großen Einfluss, dass sie dem mit ihr befreundeten, aber bislang unbekannten Model Tinka einige erfolgversprechende Modelaufträge organisiert, so dass Tinka schließlich von der Agentur sogar unter Vertrag genommen wird.
Eines Tages fährt sie nach Feierabend zu ihrer Schwester Lindsay, um dort deren Geburtstag zu feiern, wo sie zugleich auf ihre andere Schwester Jenny trifft.
Am nächsten Tag wird Helen von Jenny angerufen und erfährt, dass Lindsay sowie ihr Ehemann bei einem Autounfall ums Leben gekommen sind. Bei der Verlesung des Testaments erfahren die Schwestern zu ihrer beider Überraschung, dass nicht Jenny, sondern Helen sich um die drei Kinder von Lindsay kümmern soll. Die Begründung für diese Entscheidung erfahren sie von der verstorbenen Lindsay durch zwei vorsorglich vorbereitete Briefe an ihre Schwestern.
Helen nimmt gemäß dem Wunsch ihrer verstorbenen Schwester die Kinder zu sich und zieht mit ihnen zusammen in eine größere Wohnung um. Da sie sich keine große Wohnung in Manhattan leisten kann, wohnt die Familie in Queens. Dort lernt Helen auf ihrer Suche nach einer geeigneten Schule für die drei Kinder einen Pastor der Schule unter evangelisch-lutherischer Trägerschaft kennen, dem sie später näher kommt.
Helen unterlaufen in der Modelagentur einige Fehler, die Kinder, die sie zu einer Modenschau mitbringt, stören die Veranstaltung und so wird sie schließlich entlassen. Ihre Nachbarin besorgt ihr einen Job als Empfangsdame bei einem Gebrauchtwagenhändler. Die Kinder werden zeitweise Jenny übergeben, als Helen merkt, dass sie mit der Erziehung überfordert ist. Schließlich bekommt Helen auf Drängen von Tinka ihre alte Stelle wieder und holt die Kinder zurück.
Helen bekommt von Jenny deren Brief von Lindsay zu lesen, in dem diese erklärt, warum sie Helen als Mutter für ihre Kinder wählte. Jenny sei zwar eine großartige Mutter, aber Helen sei Lindsay ähnlicher. Helen kehrt daraufhin in ihre Wohnung zurück, wohin Jenny die Kinder am nächsten Tag bringt. Helen und die Kinder unternehmen mit Pastor Dan den längst versprochenen Ausflug zur Freiheitsstatue.

## Soundtrack
| Nr. | Titel                   |
| --- | ----------------------- |
| 1   | Whip It (Album Version) |
| 2   | Extraordinary           |
| 3   | A Love Like This        |
| 4   | Sister wonder           |
| 5   | If you walk away        |
| 6   | Whose Life Am I In      |
| 7   | Feels like rain         |
| 8   | Amazing                 |
| 9   | At the Zoo              |
| 10  | Thinkin it over         |
| 11  | Stand Back              |
| 12  | Sweetest Pain           |
| 13  | Fashion                 |
| 14  | Destiny                 |
| 15  | Never Be The Same       |

## Kritiken
Ruthe Stein schrieb in der San Francisco Chronicle vom 28. Mai 2004, der Film – ähnlich wie zuvor einige Filme wie Big Daddy – vermittle die Botschaft, dass die unerwartete Elternschaft dem Leben Bedeutung geben könne. Sie meinte, Kate Hudson sei nicht imstande, einen Film alleine zu tragen, aber mit Unterstützung könne sie dem von ihr gespielten Charakter Tiefe verleihen.
Peter Debruge lobte im Miami Herald die Art, in der das Verhältnis von Helen Harris zur Religion gezeigt wurde. Im Stil von Garry Marshall sei eine „Unschuld der alten Schule“ sichtbar.

„Trotz der schlichten Dramaturgie eine ausgesprochen kurzweilige Komödie, die durch ein gutes Drehbuch, das subtile Gespür für Nebenschauplätze sowie das muntere Spiel aller Darsteller liebenswert unterhält.“

## Auszeichnungen
Kate Hudson wurde im Jahr 2004 für den Teen Choice Award nominiert.

## Hintergrund
Der Film wurde im Stadtteil Queens von New York City, in New Jersey und in Kalifornien gedreht. Er spielte in den Kinos der USA rund 37,5 Millionen US-Dollar ein.